# Травис (округ)
Округ Травис (англ. Travis) расположен в США в штате Техас. Входит в состав агломерации Остин — Раунд-Рок. В 2007 году численность населения составляла 974 365; прирост составил 400 000 жителей с 1990 года. Административным центром является город Остин, столица штата Техас. Округ назван в честь Уильяма Баррета Тревиса, главнокомандующего Республики Техас в битве за Аламо.

## География
По данным Бюро переписи США, общая площадь округа составляет 1 022 квадратных миль (2 647 км²), из которых 989 миль² (2 562 км²) суша и 33 миля² (85 км²) или (3,21%) это водоемы.

### Соседние округа
- Уильямсон (север)
- Бастроп (восток)
- Колдуэлл (юг)
- Хейс (юго-запад)
- Бланко (запад)
- Бернет (северо-запад)

## Демография
По данным переписи населения 2000 года в округе проживало 812 280 жителей, в составе 320 766 хозяйств и 183 798 семей. Плотность населения была 317 человека на квадратный километр. Насчитывалось 335 881 жилых домов, при плотности покрытия 131 на квадратный километр. Расовый состав населения был 68,21% белых, 9,26% чёрных или афроамериканцев, 0,58% коренных американцев, 4,47% азиатов, 14,56% прочих рас, и 2,85% представители двух или более рас. 28,20% населения являлись испано- или латиноамериканцами. 12,0% были немцами, 7,7% англичанами, 6,6% ирландцами и 5,5% американцами.
| Рост населения округа Травис |
| --- |
| 1900 — 47 386 1910 — 55 620 1920 — 57 616 1930 — 77 777 1940 — 111 053 1950 — 160 980 1960 — 212 136 1970 — 295 516 1980 — 419 573 1990 — 576 407 2000 — 812 280 2008 ≈ 998 543 |

Языковой состав был следующим: 71,42% населения от 5 лет и старше говорили на английском языке, 22,35% — по-испански и 1,05% - по-китайски (включая диалекты гуаньхуа, тайваньский и кантонский).
Из 320 766 хозяйств 29,3% воспитывают детей возрастом до 18 лет, 42,6% супружеских пар живущих вместе, 10,4% разведённых, 42,7% холостых. 30,10% от общего количества живут самостоятельно, 4,40% одинокие старики в возрасте от 65 лет и старше. В среднем на каждое хозяйство приходилось 2,47 человека, среднестатистический размер семьи составлял 3,15 человека.
Показатели по возрастным категориям в округе были следующие: 23,8% жители до 18 лет, 14,7% от 18 до 24 лет, 36,5% от 25 до 44 лет, 18,2% от 45 до 64 лет, и 6,7% старше 65 лет. Средний возраст составлял 30 лет. На каждых 100 женщин приходилось 104,9 мужчин. На каждых 100 женщин в возрасте 18 лет и старше приходилось 104,5 мужчины.
Средний доход на хозяйство в округе составлял 46 761 $, на семью — 58 555 $. Среднестатистический заработок мужчины был 37 242 $ против 30 452 $ для женщины. Доход на душу населения был 25 883 $. Около 7,7% семей и 12,7% общего населения зарабатывало ниже прожиточного минимума. Среди них было 13,9% тех кому ещё не исполнилось 18 лет, и 7,6% тех кому было уже больше 65 лет.

## Населённые пункты

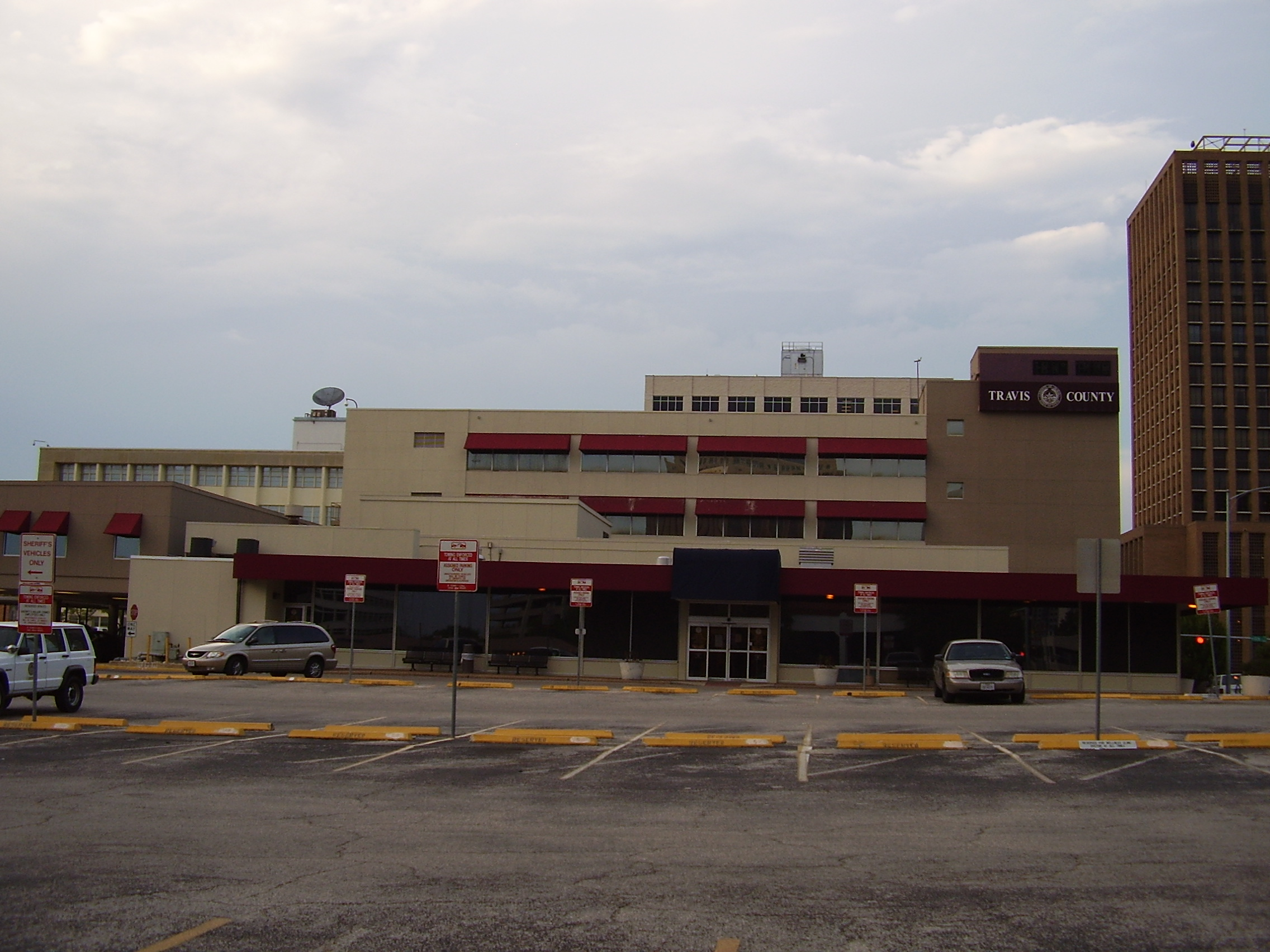
Окружной комплекс в Остине, на Лавака-стрит, 1010

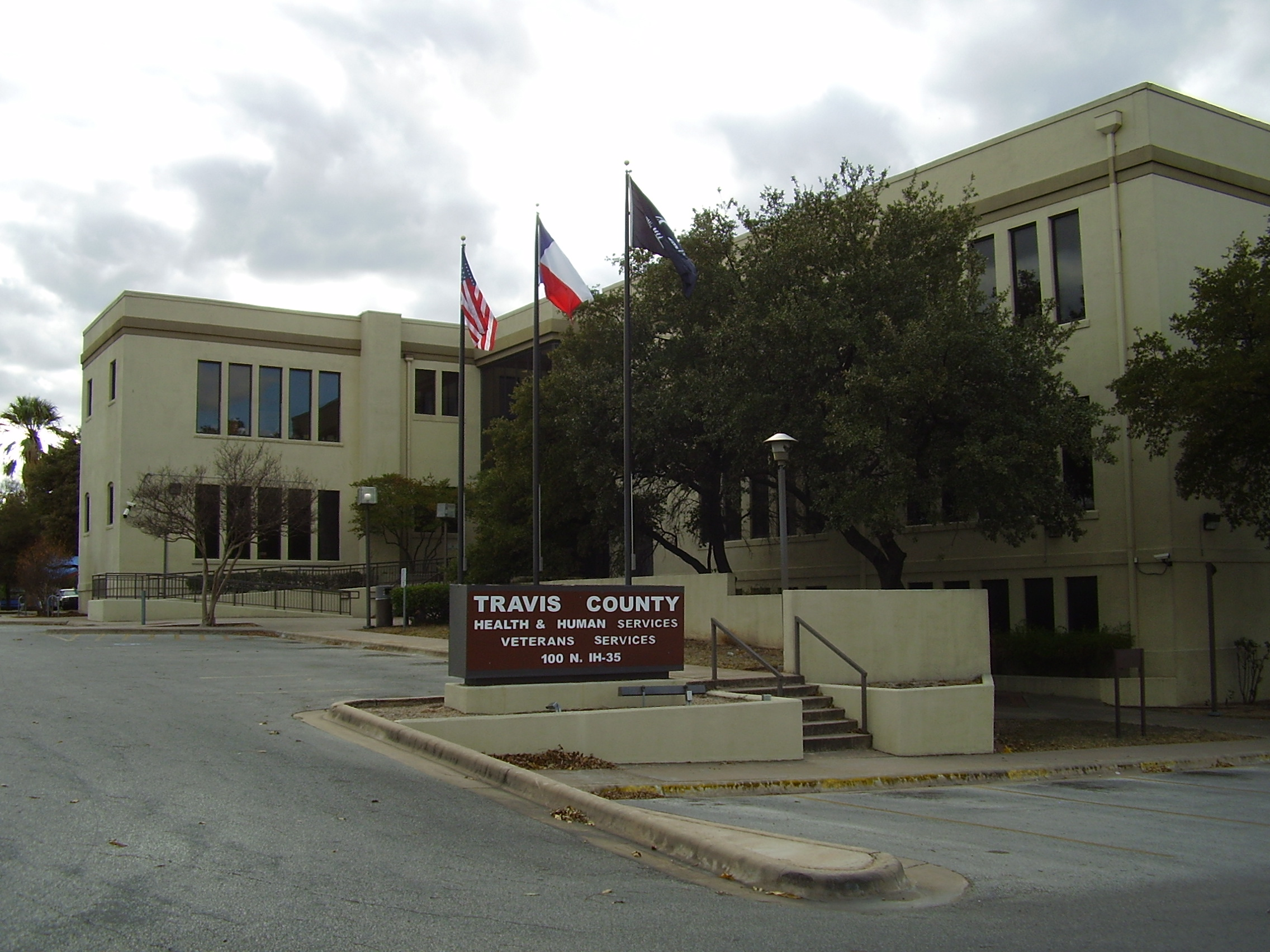
Окружное представительство минздрава США

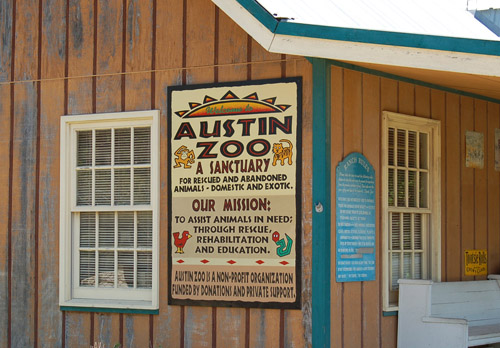
Остинский зоопарк

### Города, посёлки, деревни
| - Би-Кейв - Брайарклифф - Уэббервилл - Уэст-Лейк-Хилс - Воленте | - Джонстаун - Те-Хилс - Кридмур - Лаго-Виста | - Лейкуэй - Манор - Остин - Флугервилл | - Пойнт-Венчер - Роллингвуд - Сан-Леанна - Сансет-Валли - Сидар-Парк |

### Определяемые переписью места
- Андерсон-Милл
- Бартон-Крик
- Виндемир
- Гарфилд
- Джолливилл
- Лост-Крик
- Онион-Крик
- Уэлс-Бранч
- Хадсон-Бенд
- Шади-Халлоу

### Немуниципальные территории
- Блафф-Спрингс
- Дель-Валле
- Кимбро
- Ланд
- Мак-Нил
- Манчака
- Маршалл-Форд
- Нью-Суиден
- Пайлот-Кноб
- Сил
- Элрой

## Культура
Остинский зоопарк расположен на Рохайд-трейл, 10 807, в немуниципальной зоне.

## Исправительные учреждения
Окружная тюрьма и центр уголовного судопроизводства находятся в деловой части Остина.
Исправительный комплекс округа Травис занимает немуниципальную территорию неподалёку от международного аэропорта Остин-Бергстром.
Техасский департамент уголовной юстиции, включающий отдел округа Травис, и мужская тюрьма штата располагаются в восточном Остине.